# Пабло Армеро
Пабло Армеро (шп. Pablo Estífer Armero; 2. новембар 1986) је бивши колумбијски фудбалер, који је играо на позицији левог спољњег. Такође, играо је за Фудбалску репрезентацију Колумбије.